# Karugampattur
Karugampattur é uma vila no distrito de Vellore, no estado indiano de Tamil Nadu.

## Demografia
Segundo o censo de 2001,  Karugampattur  tinha uma população de 5272 habitantes. Os indivíduos do sexo masculino constituem 50% da população e os do sexo feminino 50%. Karugampattur tem uma taxa de literacia de 59%, inferior à média nacional de 59.5%: a literacia no sexo masculino é de 69% e no sexo feminino é de 49%. Em Karugampattur, 14% da população está abaixo dos 6 anos de idade.